# Carl Gustav m/45
Kulsprutepistol m/45 (Kpist m/45), відомий як Carl Gustav m/45 (укр. Карл-Густав М/45) — шведський пістолет-кулемет калібру 9x19мм, розроблений шведською державною оборонною компанією «Карл Густав» після закінчення Другої Світової війни, для заміни випускавшогося раніше за ліцензією фінського пістолета-кулемета «Суомі».
Карл-Густав М/45, крім Швеції, за ліцензією вироблявся в США, Індонезії та Єгипті.
На початку 1980х років магазини від цього пістолета-кулемета використовувалися в пістолеті-кулеметі «Viking», який розробила для продажу в США компанія «Viking systems, Inc.». Viking було випущено в кількості близько 1000 екземлярів. проте поширення не одержало.

## Характеристики

### Варіанти та модифікації
- Kpist m/45 — модель зразка 1945 року з можливістю відокремити приймач магазина, використовувався з 36-зарядним та 50-зарядним магазином від пістолет-кулемета M31 «Suomi».
- m/45B — модель без можливостті відокремити приймач магазина, використовувався лише з 36-зарядним магазином.
- m/45C — модель з кріпленням для багнета.
- m/45E («enkelskott») — поліцейська модель з перемикачем, що дозволяв ведення вогню одиночними пострілами.[2]
- m/45BET («tårgas») — модифікація армійського m/45B для поліції, зі встановленим перемикачем режиму вогню та можливістю пострілів гранат зі сльозогінним газом Tårgaskastspray m/74 зразка 1974 року холостим патроном ptr m/T.
- Smith & Wesson M76 — копія m/45, випускалася компанією «Smith & Wesson». Всього з 1967 до 1974 року було виготовлено кілька тисяч пістолет-кулеметів.
- МК-760 — копія m/45, випускалася компанією «MK Arms» в 1983–1986 роки. Використовувалася деякими.
- «Порт-Саїд» — копія m/45, випускалася за ліцензією на підприємствах «Maadi Factories».
- «Акаба» — спрощений варіант.

## На озброєнні
- Алжир[3]
- Єгипет: місцевого виробництва відповідно до ліцензії, як Порт-Саїд і Акаба.[3]
- Естонія: Військово-морські сили Естонії.
- Індонезія: місцевого виробництва за ліцензією.[4]
- Ірландія:[5] Сухопутні війська Ірландії використовували Карл Густав M/45 під час Конголезької кризи в 1960-х роках, під час Громадянської війни в Лівані в 1970-х, і під час Конфлікту у Північній Ірландії. В подальшому був замінений на Steyr AUG.
- Латвія: Використовується Латвійською армією та національною гвардією.
- Парагвай[3]
- Швеція[4]
- США[6]
- Україна[7]

## Carl Gustav m/45 в масовій культурі
Carl Gustav m/45 у різних своїх модифікаціях з'являвся у багатьох фільмах та відеоіграх.

### В кінематографі
- Залізний орел
- Загін «Дельта»
- В зоні смертельної небезпеки
- Адреналін 2: Висока напруга

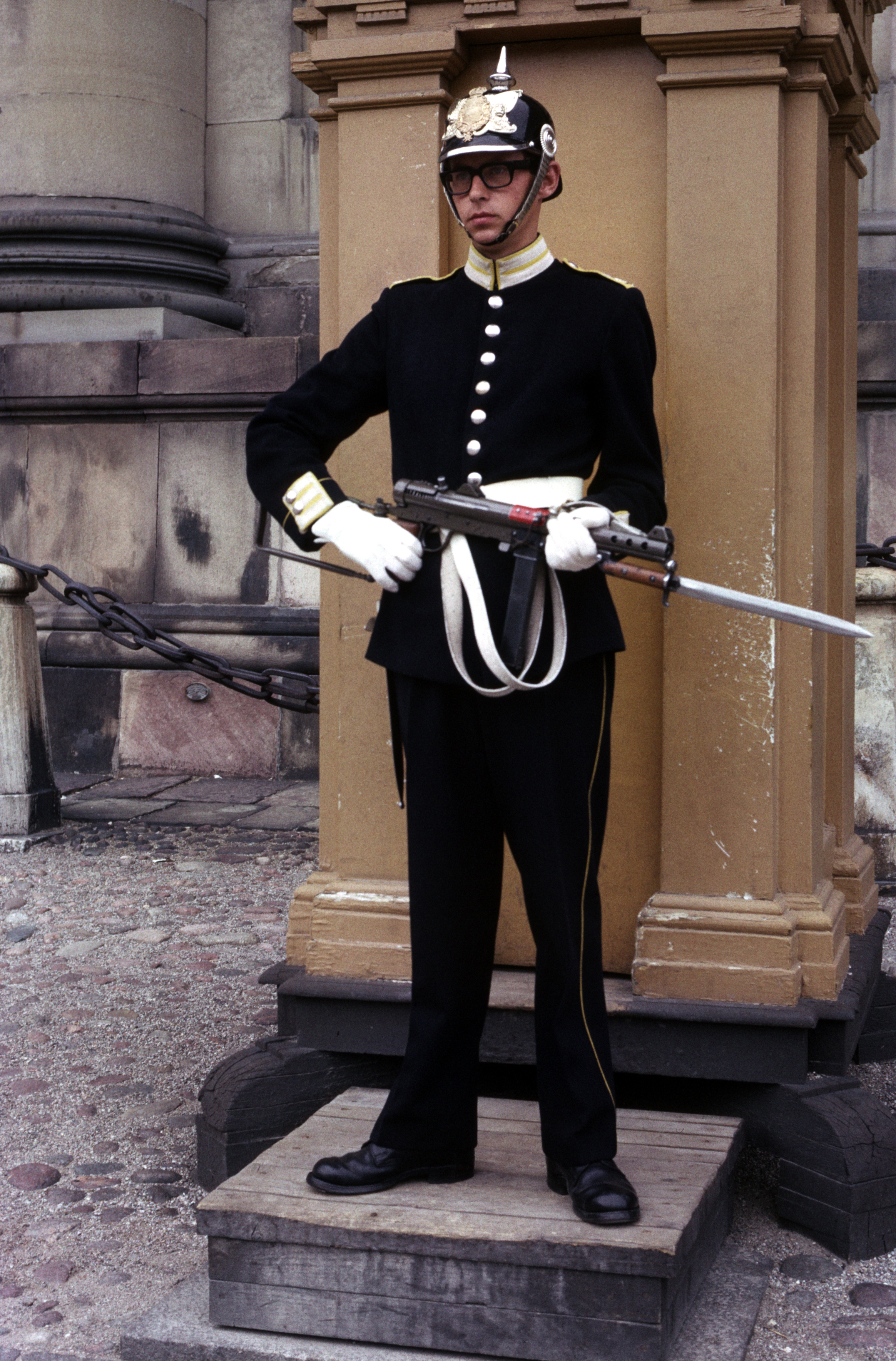
Шведський королівський гвардієць з m/45

- Темний лицар - використовує Джокер.

### У відеоіграх
- Vietcong 2
- Payday 2 - у грі називається Swedish K (американське прізвисько даної зброї). Доступний для гравців, які купили DLC Armored Transport в Steam.